# 墨脱秋海棠
墨脱秋海棠（学名：Begonia hatacoa）为秋海棠科秋海棠属下的一个种。

## 扩展阅读
- 維基物種上的相關：墨脱秋海棠